# 何東圖書館
何東圖書館（葡萄牙語：Biblioteca Sir Robert Ho Tung），是位於澳門特別行政區崗頂前地的公共圖書館。何東圖書館为集歷史、文化和建築藝術於一體的園林式圖書館，建築物於2005年作為澳門歷史城區的部分被列入一世界文化遺產名錄內。
歐陸風韻的建築楼高三层，前部有拱廊，是典型的花园式豪华住宅。該館藏其中有：劉承幹嘉業堂的明朝嘉靖年間的中國文史典籍藏書16種、天主教文獻、廣方言館書稿和《翁方綱纂四庫提要稿》等珍貴古籍。

## 歷史
建築物建于1894年（清光緒二十年) ，原为官也夫人（D.Carolina Cunha）所擁有。其後被香港富绅何东爵士于1918年购入用作别墅。何东爵士1956年4月26日病逝，其后人遵照遗嘱把位于岗顶前地三号的故居赠与澳门政府，并捐赠25,000港元购置中文图书，建立一所收藏中文书籍的公共图书馆。
何東圖書館于1958年正式对外开放。1989年何東圖書館重修後，地下為中文书库和报刊室；二楼为古籍藏书楼、澳门资料室及办公室；三楼为多功能厅。2006年，后花园侧的新大楼投入服务。结合新旧两幢大楼，全馆成了兼具藏书楼和现代化图书馆功能的人文阅读空间。

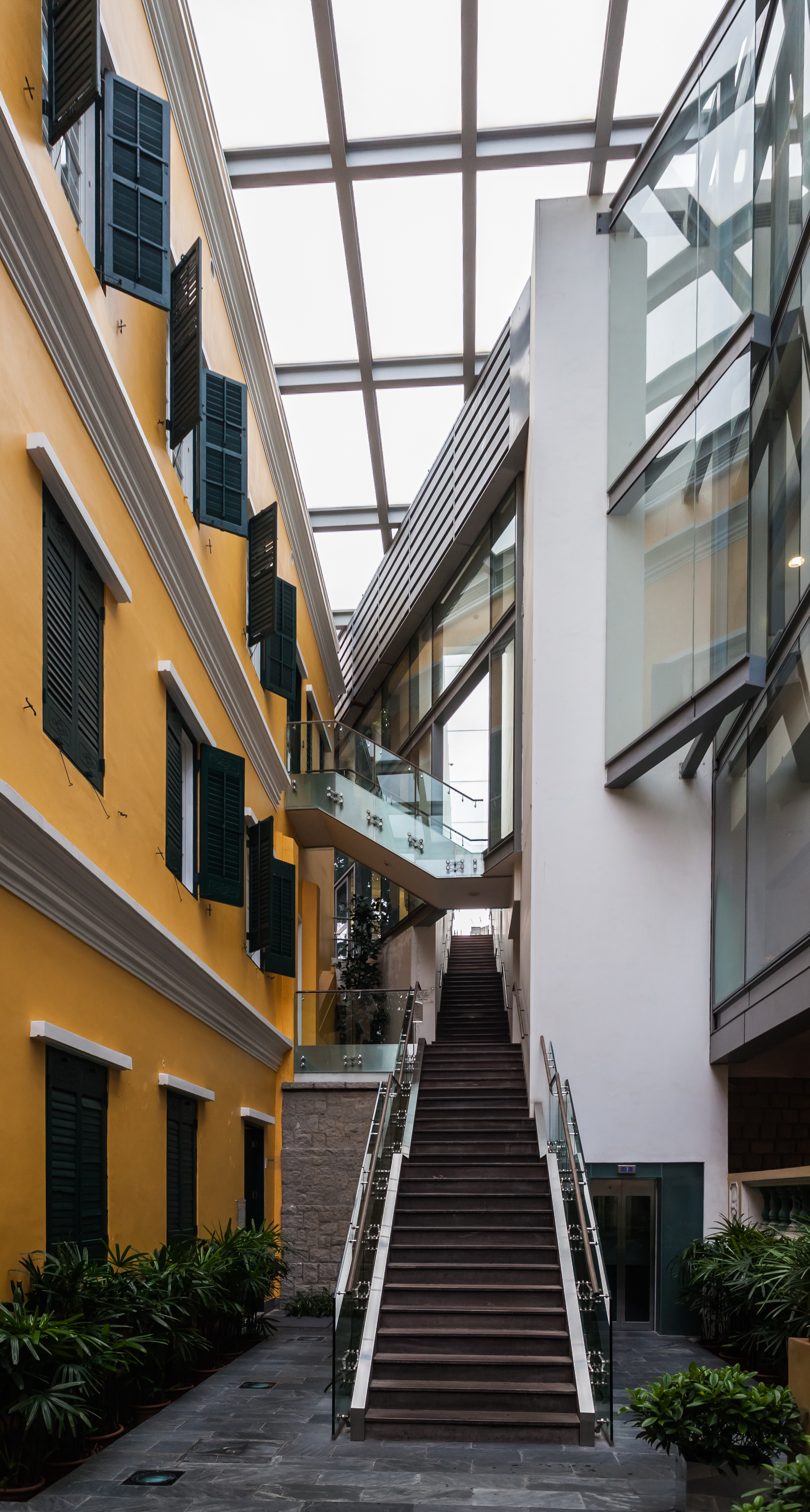
新舊大樓的交融

## 樓層分佈
|      | 4樓                                                                | 視聽資料圖書館、研討室、多媒體資料室、書庫 |
| 3樓  | 葡文外借圖書區、報刊及雜誌閱讀區、洗手間、休憩區、戶外閱覽區       |                                            |
| 2樓  | 借還書處、中文及澳門資料外借圖書區、圖書館辦公室、國際標準書號中心 |                                            |
| 1樓  | 兒童閱覽室、戶外閱覽區                                             |                                            |
| 地面 | 茶座、花園、洗手間、儲物室                                         |                                            |

## 圖片
- 圖書館前一個步道
- 舊大樓一角
- 圖書館中的小花園
- 圖書館內貌